# Supertramp
Supertramp war eine britische Pop-/Rockband, die in den 1970er-Jahren und Anfang der 1980er-Jahre ihre größten Erfolge hatte.
Der typische „Supertramp-Sound“ definiert sich durch das synkopische Spiel auf einem Wurlitzer Electric Piano und durch die unterschiedlichen Stile der beiden Köpfe der Band – Rick Davies mit seiner rauen Stimme und seiner Vorliebe für Jazz und Rhythm and Blues (R & B) und Roger Hodgson mit seiner hohen Falsettstimme und eher dem Pop zugewandt. Auf den Alben waren Davies und Hodgson in der Regel abwechselnd zu hören, die ihre jeweiligen Lieder komponierten, texteten und selbst sangen. Eine individuelle Note entstand auch durch den Einsatz in damaliger Rock- und Popmusik bis dahin unüblicher Instrumente wie zum Beispiel Klarinette (Breakfast in America) oder Saxophon (The Logical Song).
Hodgson, aus dessen Feder die Mehrzahl der Hits der Gruppe stammt, stieg 1983 aus der Band aus und gab persönliche Gründe hierfür an. Er tritt seitdem als Solokünstler auf. Supertramp bestand mit Unterbrechungen mit der Musik im Davies-Stil weiter, konnte aber nie mehr an frühere Erfolge anknüpfen. Die meisten der bisher verkauften 60 Millionen Alben stammen aus der Zeit mit Hodgson; mehrere Versuche einer Wiedervereinigung mit ihm scheiterten. 2018 gab Davies zu Protokoll, seines Erachtens sei die Zeit von Supertramp als Band vorüber.

## Bandgeschichte

### 1969 bis 1973
Die Band wurde 1969 von den beiden Komponisten und Sängern Rick Davies und Roger Hodgson gegründet, finanziell unterstützt durch den holländischen Millionär Stanley „Sam“ August Miesegaes († 1990). Weitere Musiker der Urbesetzung waren der Gitarrist Richard Palmer (eigentlich: Richard Palmer-James) und der Schlagzeuger Keith Baker. Palmer war neben Davies und Hodgson Texter der Band, zudem für deren Namen verantwortlich, den er dem Titel des Buches The Autobiography of a Super-Tramp von W. H. Davies entlieh, und er war von 1972 bis 1975 King-Crimson-Texter.
Die Band absolvierte ihren ersten öffentlichen Auftritt noch unter dem Namen „Daddy“ im Münchener PN-Club in der Leopoldstraße. Dort drehte der Filmemacher Haro Senft einen Kurzfilm über die Band, der unter dem Titel Supertramp Portrait 1970 veröffentlicht wurde und unter anderem beim 1970er Sanremo-Festival gezeigt wurde. Senft war es auch, der Supertramp im Sommer 1970 beauftragte, den Soundtrack für seinen Film Fegefeuer aufzunehmen, der im März 1971 zur Erstaufführung kam.
Mittlerweile war der zu Uriah Heep gewechselte Keith Baker durch den Schlagzeuger Robert „Bob“ Millar ersetzt worden. Im Juli 1970 erschien das Debütalbum Supertramp, dessen Songs deutlich im Stil des Progressive Rock komponiert sind und musikalische Anleihen bei Bands wie Caravan, Traffic oder King Crimson zeigen. Die Lieder wurden von Davies und Hodgson komponiert und von Palmer getextet. Im gleichen Jahr nahm Supertramp neben The Doors, The Who und Jimi Hendrix am Isle of Wight Festival teil.

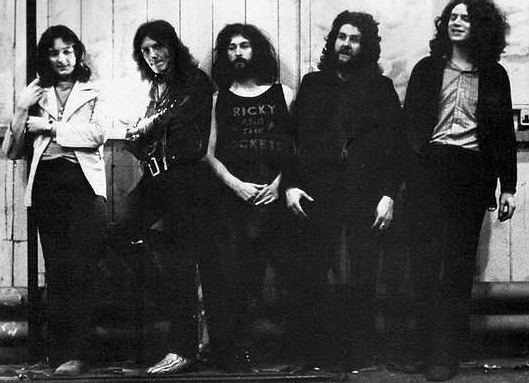
Supertramp, 1971

1971 kam es zu personellen Umbesetzungen innerhalb der Band: Für Palmer kam der Bassist und spätere Co-Writer von Leo Sayer, Frank Farrell (1947–1997). Der Perkussionist Kevin Currie (später: Wild Turkey) ersetzte den nach einem Nervenzusammenbruch ausgestiegenen Millar. Außerdem stieß der Saxophonist David Winthrop (später Chicken Shack) zur Gruppe. Die neue Besetzung spielte das stärker an Rock’n’Roll und Blues orientierte Nachfolgealbum Indelibly Stamped ein, das allerdings ebenso wie sein Vorgänger keine breite Käuferschaft fand. Zumindest durch das Cover, welches einen tätowierten nackten Oberkörper einer Frau zeigt, erlangte die Scheibe einige Aufmerksamkeit.
Im Oktober 1972 stieg der Sponsor der Band, Miesegaes, der offenbar das Interesse als Rockmäzen verloren hatte, aus. Als Abschiedsgeschenk erließ er der Band sämtliche Schulden.
Frank Farrell, der ebenfalls die Band verlassen hatte, wurde durch den Schotten Dougie Thomson (Bass) ersetzt. Mit dem neuen Bassisten wurden im November 1972 und im Juni 1973 Studioaufnahmen für die John-Peel-Sessions der BBC produziert.
Gemeinsam mit Thomson formierten Davies und Hodgson Supertramp im September 1973 neu. Die neuen Bandmitglieder waren John A. Helliwell (Saxophon, Klarinette) und Bob Siebenberg – bis 1980 unter dem Künstlernamen Bob C. Benberg – (Schlagzeug und Perkussion).

### 1974 bis 1983 – Klassische Phase
Die erste, in der neuen Supertramp-Besetzung produzierte Single Land Ho (A-Seite; Hodgson) / Summer Romance (B-Seite; Davies) vom März 1974 fand zwar kaum Käufer, war jedoch für die Band der Start in eine erfolgreiche Karriere, da der Produzent Ken Scott (u. a. David Bowie und Elton John) die Produktion übernahm.
Unter Scotts Regie entstand dann 1974 auch das Album Crime of the Century, das bis auf Platz 1 in der britischen Hitparade stieg, mit der Single Dreamer einen Top-Ten-Erfolg verbuchen konnte und auch den Titel School enthielt. Mit der Singleauskopplung Bloody Well Right war die Band erstmals in den USA erfolgreich. Für die meisten Musikkritiker gilt Crime of the Century heute als Supertramps bedeutendstes Album. Der Band gelang hier die Fusion von eingängiger und anspruchsvoller Musik, changierend zwischen Bluesrock, Pop und Progressive-Rock. Supertramps unverwechselbarer Sound, bestehend aus Hodgsons Falsettgesang, Rick Davies’ ostinatem Keyboard- und Klavierspiel und der Arbeit des Saxophonisten John Anthony Helliwell, war hier erstmals zu hören.
Mit den folgenden Alben Crisis? What Crisis? (1975) und Even in the Quietest Moments … (1977), mit dem der Band der Durchbruch in den USA gelang, wurde der Erfolg fortgesetzt. Even in the Quietest Moments … beinhaltet mit Give a Little Bit eine Hit-Single, die es in Deutschland wie auch international in die Charts schaffte. Das Lied hatte Hodgson mit 19 Jahren geschrieben und erst fünf oder sechs Jahre später der Band vorgespielt. Nach Hodgsons Aussage wurde der Song inspiriert vom Beatles-Song All You Need Is Love. Die Alben von Supertramp waren grundsätzlich wesentlich erfolgreicher als ihre Singles, und so verhielt es sich auch mit Even in the Quietest Moments …, das in Kanada die Spitzenposition der Album-Charts belegte. Zu dieser Zeit siedelte die Band auf Dauer nach Los Angeles um.
An die großen Album-Erfolge knüpfte auch das Album Breakfast in America (1979) an, mit dem Supertramp ihren kommerziell größten Erfolg erreichten. Es verkaufte sich mehr als 18 Millionen Mal und enthielt mit den Hodgson-Songs Breakfast in America, The Logical Song, Take the Long Way Home und der Davies-Komposition Goodbye Stranger vier internationale Top-Hits. Damit beinhaltete dieses eine Album mehr Hits als die ersten fünf Alben zusammen. Es folgte die ausgedehnte Welttournee Breakfast in America, bei der die Band 120 Konzerte in 10 Monaten absolvierte und die alle bisherigen Besucherrekorde in Europa und Kanada brach. Am Ende dieser Tournee beschlossen die Bandmitglieder, eine Pause vom Touren und von den Plattenaufnahmen einzulegen.
In dieser Pause erschien das Live-Doppelalbum Paris (1980), das während der Breakfast-in-America-Tour am 29. November 1979 im Pavillon de Paris aufgenommen wurde und sieben Lieder aus dem 1974er Album Crime of the Century enthält. In dieser Phase zog Hodgson mit seiner Familie aus Los Angeles weg in die Berge des nördlichen Kalifornien, wo er ein Aufnahmestudio errichtete, um ein Solo-Album aufzunehmen und sich dennoch gleichzeitig auf seine Familie konzentrieren zu können. Bedingt durch diese geographische Trennung wurde die Kluft zwischen Hodgson und dem Rest der Band vergrößert. Für Hodgson und Davies wurde es während der Aufnahmen zu ihrem nächsten Album “…famous last words…” zusehends schwieriger, ihre musikalischen Ideen miteinander zu verbinden und es war für die anderen Bandmitglieder offensichtlich, dass Hodgson die Band verlassen wollte.
Nach der Veröffentlichung des Studioalbums “…famous last words…” (1982) und einer großen Abschiedstournee mit Tour-Ende im Jahr 1983 verließ Roger Hodgson die Band zugunsten einer Solokarriere, da er und Davies sich über die Richtung der Band nicht mehr einig wurden. Hodgson tendierte zur Popmusik, während Davies einen stärkeren Akzent auf Jazz und Rhythm and Blues (R&B) legen wollte. Roger Hodgson selber begründete seinen Weggang von Supertramp mit der Motivation, mehr Zeit mit seiner Familie zu verbringen und Solo-Aufnahmen machen zu wollen und er betonte, dass es nie ernste persönliche oder professionelle Probleme zwischen ihm und Rick gegeben hat, wie manche Leute dachten.

### 1984 bis 2002
Im deutschen Sprachraum erschien 1984 das erfolgreiche Best-of-Album Supertramp – Die Songs einer Supergruppe, das Hits aus der klassischen Phase der Band mit den von 1974 bis 1982 veröffentlichten Studioalben enthält.
Roger Hodgsons erstes Soloalbum In the Eye of the Storm (1984) unterscheidet sich klanglich wenig von der bis dahin bekannten Supertramp-Musik, insbesondere die von ihm interpretierten Stücke.
Davies hingegen vollführte mit Supertramp einen Stilschwenk in Richtung Jazz und R&B, wobei er bereits in der vorherigen Zeit teilweise Lieder dieses Genres schrieb. Das noch am Neo-Prog orientierte Album Brother Where You Bound (1985) verkaufte sich gut und enthielt mit der Single „Cannonball“ sogar einen für Supertramp untypisch tanzbaren und groovenden Song, der sich in den USA in die Top 30 platzieren konnte.
1986 erschien das erfolgreiche Best-of-Album The Autobiography of Supertramp, das Hits aus der Zeit von 1974 bis 1985 enthält. Das folgende Studioalbum Free as a Bird (1987) und das Livealbum Live ’88 konnten an die vergangenen Erfolge nicht anknüpfen, weil die Band einen weiteren Stilschwenk hin zum Jazz und R&B machte, was vielen Fans, die sich vorher auf Hodgson's Popmusik konzentriert hatten, nicht gefiel. Die Bandmitglieder trennten sich daraufhin im Jahr 1988.
1990 und 1992 erschienen die erfolgreichen Best-of-Alben The Very Best of Supertramp und The Very Best of Supertramp 2, die Hits aus der Zeit von 1974 bis 1987 enthalten.

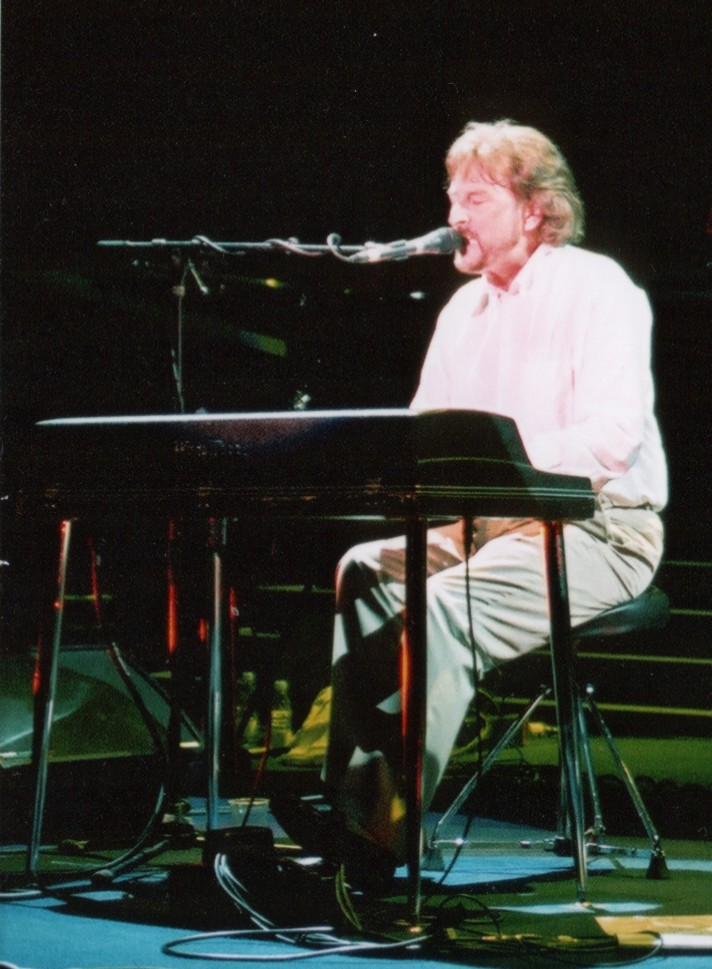
Rick Davies beim Konzert im Kulturpalast Dresden (2002)

1993 versuchten Davies und Hodgson, eine Wiedervereinigung in der erfolgreichen Besetzung zu starten. Diese scheiterte weniger aufgrund persönlicher Differenzen zwischen den beiden Songwritern, als vielmehr wegen einer unterschiedlichen Auffassung zum Management der Band, wie Hodgson Jahre später in einem Interview bekanntgab. Dieses hatte seit Hodgsons Ausstieg Davies’ Frau Sue übernommen.
Erst 1997 kam Supertramp – ohne Hodgson – wieder zusammen, um das Comeback-Album Some Things Never Change zu veröffentlichen, das sich in Europa gut verkaufte, in Deutschland innerhalb kürzester Zeit Goldstatus erlangte und bis auf Platz 3 der Charts vorstieß. Crowded-House-Gitarrist Mark Hart, der schon 1987 und 1988 mitgespielt hatte, übernahm bei Konzerten Hodgsons Gesangparts und Songs. Auch der Bassist Dougie Thomson war nicht mehr dabei; er wurde durch Cliff Hugo ersetzt. Weitere Neuzugänge waren der Trompeter Lee Thornburg und der Gitarrist Carl Verheyen. Aus der auf dieses Album folgenden Tournee It's About Time (102 Konzerte) resultierte 1999 das Live-Album It Was the Best of Times.
Auf dem bisher letzten Studioalbum Slow Motion (2002) wurde die Band durch den Sohn des Schlagzeugers Bob Siebenberg, Jesse Siebenberg (Percussion), verstärkt. Mit „Goldrush“, das von Davies (Komposition und Text) und Richard Palmer-James (Text) stammt, enthält es ein Lied aus der Frühzeit der Band, als ihr Debütalbum entstand. Es folgte die Tournee One more for the road.

### 2005 bis 2009
2005 erschien das erfolgreiche Best-of-Album Retrospectacle – The Supertramp Anthology. Es wurde als Einzel-CD mit 17 Liedern (1970–1997) und als Doppel-CD mit 32 Songs (1970–2002) veröffentlicht. Neben zahlreichen Hits enthalten beide CDs das Lied Land Ho (A-Seite der Single von 1974), von dem sich eine Neuaufnahme auf Hodgsons Album Hai Hai befindet; auf der Doppel-CD befindet sich zudem der Song Summer Romance (B-Seite dieser Single).
Trotz des seit Jahrzehnten andauernden Wunsches zahlreicher Fans gibt es nur geringe Chancen für eine Wiedervereinigung der beiden Bandköpfe Davies und Hodgson, um gemeinsam als Supertramp zu agieren. Zwar schlossen die beiden Musiker in der Vergangenheit eine solche nie grundsätzlich aus. Insbesondere Hodgson äußerte sich in Interviews interessiert, aber Davies scheint nach diversen gescheiterten Versuchen an einer Wiedervereinigung unter Einbindung Hodgsons kein Interesse mehr zu haben und lehnte – zum Beispiel 2005 im Rahmen der Veröffentlichung von Retrospectacle – ein Angebot Hodgsons für eine Neuauflage der Band ab.
Im Juni 2008 trafen sich Davies und Hodgson erneut, um über eine Rückkehr Hodgsons zu sprechen. Im Herbst 2009 einigten sie sich nach 15 Monaten Gesprächen, wie bereits 2005, weiter getrennte Wege zu gehen.

### 2010 bis 2022
Acht Jahre nach ihrer letzten Tournee ging Supertramp zum 40-jährigen Bühnenjubiläum von September bis Oktober 2010 auf die 37 Konzerte umfassende Europa-Tournee – 70–10 Tour (also 1970 bis 2010). Die Tour wurde am 24. April 2010 auf der Webseite der Band angekündigt. Die Besetzung war annähernd dieselbe wie 2002, allerdings fehlte Mark Hart. Für ihn kamen zwei neue Musiker ins Live-Aufgebot der Band: Beim Eröffnungskonzert am 2. September 2010 im Gerry-Weber-Stadion in Halle (Westfalen) gaben Gabe Dixon (Gesang und Keyboards) und die Sängerin Cassie Miller Thornburg ihren Einstand. Die Tour endete am 28. Oktober 2010 in Palais Omnisports de Paris-Bercy (Paris-Bercy, Frankreich) mit dem Jubiläumskonzert zur 1000. Show der Band. Vom 31. Mai bis 16. Juli 2011 wurde sie mit 19 Konzerten in Kanada und Frankreich fortgesetzt.
Am 27. August 2012, fast genau 32 Jahre nach Erscheinen des Live-Albums Paris, wurde der Film Live In Paris ’79 als DVD und BD veröffentlicht. Er wurde beim legendären Paris-Konzert vom 1. Dezember 1979 mitgeschnitten. Der Film galt lange Zeit als verschollen, bis 2006 in Nordkalifornien in der Scheune von Supertramps Schlagzeuger Bob Siebenberg eine Filmkopie gefunden wurde. Die Filmrollen befanden sich in einem desaströsen und verschmutzten Zustand. Daher wurden sie in mehreren Studios digital überarbeitet. Trotz Diskussionen und Spannungen zwischen den damaligen Bandmitgliedern im Vorfeld war die DVD-Veröffentlichung ein Riesenerfolg – sie erreichte die Spitzenposition der DVD-Charts unter anderem in Deutschland und Österreich sowie in der Schweiz; zudem erreichte sie den 5. Platz in Großbritannien.
Mitte Januar 2015 wurde von Supertramp für Ende 2015 eine weitere Tournee (abermals ohne Hodgson) angekündigt. Die offizielle Bestätigung für die Supertramp Forever Tour, die am 3. November 2015 beginnen sollte, erschien am 14. Februar 2015 auf der Webseite der Band. Es waren Konzerte für Europa – unter anderem für Deutschland, Österreich und die Schweiz – geplant; der Vorverkauf hatte begonnen. Das Gründungsmitglied Rick Davies und seine seit den 1970er Jahren zur Band gehörenden Kollegen John Anthony Helliwell und Bob Siebenberg sollten mit auf Tournee gehen – genauso wie bereits auf der 70–10 Tour von 2010/2011 Jesse Siebenberg, Cliff Hugo, Carl Verheyen, Lee Thornburg, Gabe Dixon und Cassie Miller Thornburg. Zurückkehren sollte auch Mark Hart, der seit 2002 nicht mehr mit der Band agierte. Am 4. August 2015 jedoch wurde die geplante Europatournee abgesagt; das Management teilte mit, dass Rick Davies an Krebs erkrankt sei.
In den Jahren 2018, 2019 und 2022 trat Davies, der größtenteils genesen ist, mit seiner Formation Ricky and The Rockets in East Hampton (USA) auf. Er erklärte bereits 2018, dass mit keinen weiteren Aktivitäten von Supertramp mehr zu rechnen sei.

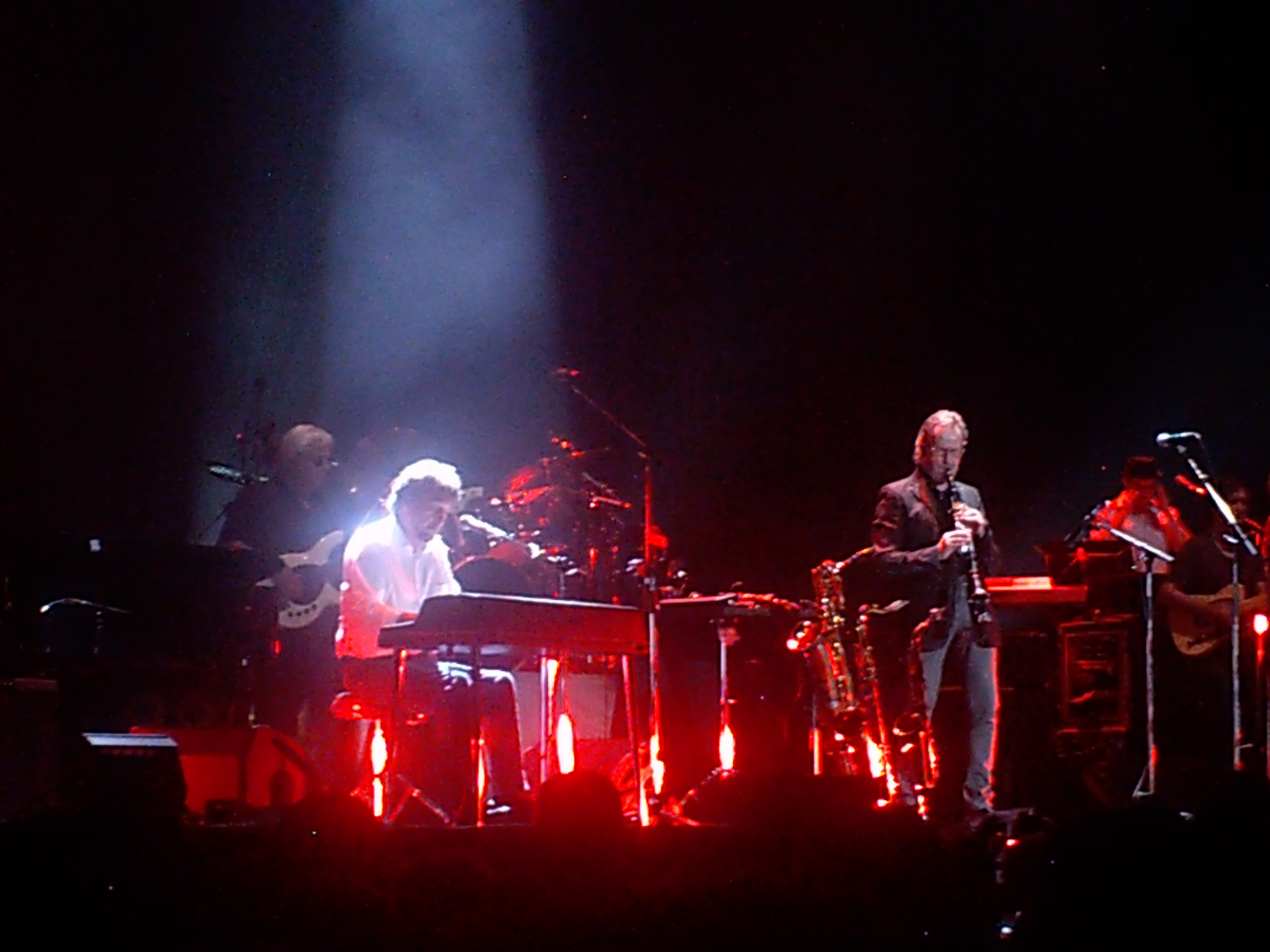
Supertramp im GelreDome (NL, 2010)

## Diskografie
Studioalben

| Jahr | Titel Musiklabel                           | Höchstplatzierung, Gesamtwochen, AuszeichnungChartplatzierungen (Jahr, Titel, Musiklabel, Platzierungen, Wochen, Auszeichnungen, Anmerkungen) | Höchstplatzierung, Gesamtwochen, AuszeichnungChartplatzierungen (Jahr, Titel, Musiklabel, Platzierungen, Wochen, Auszeichnungen, Anmerkungen) | Höchstplatzierung, Gesamtwochen, AuszeichnungChartplatzierungen (Jahr, Titel, Musiklabel, Platzierungen, Wochen, Auszeichnungen, Anmerkungen) | Höchstplatzierung, Gesamtwochen, AuszeichnungChartplatzierungen (Jahr, Titel, Musiklabel, Platzierungen, Wochen, Auszeichnungen, Anmerkungen) | Höchstplatzierung, Gesamtwochen, AuszeichnungChartplatzierungen (Jahr, Titel, Musiklabel, Platzierungen, Wochen, Auszeichnungen, Anmerkungen) | Anmerkungen                                                                      |
| Jahr | Titel Musiklabel                           | DE | AT | CH | UK | US | Anmerkungen                                                                      |
| ---- | ------------------------------------------ | --- | --- | --- | --- | --- | -------------------------------------------------------------------------------- |
| 1970 | Supertramp A&M Records                     | — | — | — | — | US158 (5 Wo.)US | Erstveröffentlichung: 14. Juli 1970 Verkäufe: + 670.000; Charteinstieg USA: 1978 |
| 1971 | Indelibly Stamped A&M Records              | — | — | — | — | — | Erstveröffentlichung: 25. Juni 1971 Verkäufe: + 150.000                          |
| 1974 | Crime of the Century A&M Records           | DE5 Gold · (155 Wo.)DE | — | CH— GoldCH | UK4 Gold · (22 Wo.)UK | US38 Gold · (76 Wo.)US | Erstveröffentlichung: 13. September 1974 Verkäufe: + 2.580.000                   |
| 1975 | Crisis? What Crisis? A&M Records           | DE— GoldDE | — | — | UK20 (15 Wo.)UK | US44 (28 Wo.)US | Erstveröffentlichung: 14. September 1975 Verkäufe: + 710.000                     |
| 1977 | Even in the Quietest Moments … A&M Records | DE14 Gold · (34 Wo.)DE | — | CH— PlatinCH | UK12 Silber · (22 Wo.)UK | US16 Gold · (49 Wo.)US | Erstveröffentlichung: 8. April 1977 Verkäufe: + 1.525.000                        |
| 1979 | Breakfast in America A&M Records           | DE1 Platin · (87 Wo.)DE | AT1 (54 Wo.)AT | CH85 Gold · (2 Wo.)CH | UK3 Platin · (53 Wo.)UK | US1 ×4Vierfachplatin · (88 Wo.)US | Erstveröffentlichung: 29. März 1979 Verkäufe: + 21.000.000                       |
| 1982 | “…famous last words…” A&M Records          | DE1 Platin · (48 Wo.)DE | AT4 (22 Wo.)AT | — | UK6 Gold · (16 Wo.)UK | US5 Gold · (28 Wo.)US | Erstveröffentlichung: 7. Oktober 1982 Verkäufe: + 1.720.000                      |
| 1985 | Brother Where You Bound A&M Records        | DE4 Gold · (23 Wo.)DE | AT13 (12 Wo.)AT | CH2 (20 Wo.)CH | UK20 (5 Wo.)UK | US21 (22 Wo.)US | Erstveröffentlichung: 14. Mai 1985 Verkäufe: + 625.000                           |
| 1987 | Free as a Bird A&M Records                 | DE23 (7 Wo.)DE | — | CH14 Gold · (5 Wo.)CH | UK93 (1 Wo.)UK | US101 (11 Wo.)US | Erstveröffentlichung: 13. Oktober 1987 Verkäufe: + 225.000                       |
| 1997 | Some Things Never Change EMI               | DE3 Gold · (18 Wo.)DE | AT5 (14 Wo.)AT | CH2 Platin · (13 Wo.)CH | UK74 (1 Wo.)UK | — | Erstveröffentlichung: 24. März 1997 Verkäufe: + 550.000                          |
| 2002 | Slow Motion EMI                            | DE17 (9 Wo.)DE | AT18 (6 Wo.)AT | CH6 Gold · (11 Wo.)CH | — | — | Erstveröffentlichung: 25. März 2002 Verkäufe: + 120.000                          |

grau schraffiert: keine Chartdaten aus diesem Jahr verfügbar